# دان توماس (لاعب كرة قاعدة)
دان توماس (بالإنجليزية: Dan Thomas)‏ هو لاعب كرة قاعدة أمريكي، ولد في 9 مايو 1951 في برمنغهام في الولايات المتحدة، وتوفي في 12 يونيو 1980 في موبيل في الولايات المتحدة بسبب شنق.

## وصلات خارجية
- دان توماس على موقع دوري كرة القاعدة الرئيسي (الإنجليزية)
- دان توماس على موقعبيزبول رفرنس.كوم (الدوري الرئيسي) (الإنجليزية)
- دان توماس على موقعبيزبول رفرنس.كوم (الدوري الثانوي) (الإنجليزية)
- دان توماس على موقع مشجعي الرسوم البيانية (الإنجليزية)